# Hrušovany u Brna
Hrušovany u Brna (tyska: Rohrbach) är en by och en kommun i Tjeckien. Den ligger i regionen Södra Mähren, i den sydöstra delen av landet, 200 km sydost om huvudstaden Prag. Hrušovany u Brna ligger 185 meter över havet och antalet invånare är 3 496 (2016).
Terrängen runt Hrušovany u Brna är platt. Runt Hrušovany u Brna är det ganska tätbefolkat, med 72 invånare per kvadratkilometer. Närmaste större samhälle är Brno, 17,4 km norr om Hrušovany u Brna. Trakten runt Hrušovany u Brna består till största delen av jordbruksmark.